# 설순 비음
설순 비음(Viced linguolabial nasal)은 일부 음성 언어에서 사용되는 닿소리의 하나이다. 이를 나타내는 국제음성기호는 n̼ 또는 m̺이다. 

## 특징
- 조음 방법은 조음기관 내의 공기의 흐름을 차단하여 만드는 파열음이다.
- 발성 기관 속의 공기의 흐름을 차단하고, 일부를 코로 흐르게 했다가 내는 비음이다.
- 조음할 때 성대가 울리는 유성음이다.
- 발성 방법은 인후나 입이 아니라 폐에서 발성 기관으로 공기가 빠져나가는 폐장기류음이다.
- 설단과 윗입술 사이에서 조음하는 설순음이다.

## 언어별 사용
| 언어      | 언어      | 단어   | IPA     | 뜻        | 설명 |
| --------- | --------- | ------ | ------- | --------- | ---- |
| 아라키어  | 아라키어  | m̼isi   | [n̼isi]  | '아직'    |      |
| 큰 남바어 | 큰 남바어 | nəm'ək | [nən̼ək] | '나의 혀' |      |